# Fusarium circinatum
Fusarium circinatum Nirenberg & O'Donnell é um fungo patogénico para as espécies do género Pinus, causador de uma forma de cancro nos pinheiros. O anamorfo desta espécie foi integrado no género Fusarium e recebeu o binome de Fusarium circinatum sendo integrado na família Nectriaceae. Não se conhecem subespécies validamente descritas.